# Mudgal
Mudgal è una suddivisione dell'India, classificata come town panchayat, di 19.117 abitanti, situata nel distretto di Raichur, nello stato federato del Karnataka. In base al numero di abitanti la città rientra nella classe IV (da 10.000 a 19.999 persone).

## Geografia fisica
La città è situata a 16° 1' 0 N e 76° 25' 60 E e ha un'altitudine di 548 m s.l.m..

## Società

### Evoluzione demografica
Al censimento del 2001 la popolazione di Mudgal assommava a 19.117 persone, delle quali 9.828 maschi e 9.289 femmine. I bambini di età inferiore o uguale ai sei anni assommavano a 3.071, dei quali 1.611 maschi e 1.460 femmine. Infine, coloro che erano in grado di saper almeno leggere e scrivere erano 9.854, dei quali 6.084 maschi e 3.770 femmine.